# Emil Maurice
Pour les articles homonymes, voir Maurice.
Ne doit pas être confondu avec Émile Maurice.
Emil Maurice /e.mil mo.ʁis/ (Westermoor (province du Schleswig-Holstein), le 19 janvier 1897 – Munich, le 6 février 1972) est un des premiers membres du Parti nazi, connu pour sa brutalité lors des combats de rue au cours des années 1920. Bien qu'il n'ait jamais dirigé la SS, il en a longtemps été considéré comme le numéro 2. Il stagna au grade d'Oberführer.

## Biographie
Après un apprentissage en horlogerie, Emil Maurice sert partiellement entre 1917 et 1919 dans l'armée de terre bavaroise. Durant l'automne 1919, il entre au DAP et est employé par Anton Drexler dans des combats de rue. C'est un des premiers proches d'Adolf Hitler, qu'il rencontre probablement en 1919. À la suite de la fondation de la Sturmabteilung (SA) en 1920, Maurice devient le premier Oberster SA-Führer. En 1921, Hans Ulrich Klintzsch lui succède. En 1923, il devient également le commandant SA du nouveau Stosstrupp Adolf Hitler, chargé de la protection rapprochée d'Hitler lors des rassemblements du parti. 
Le 9 novembre 1923, il participe avec Hitler au putsch de la Brasserie et est emprisonné à Landsberg. Il est l'un de ceux à qui Hitler dicte Mein Kampf (1924-1925). Deux ans après, Emil Maurice devient le chauffeur du Führer. Avec Adolf Hitler, ils refondent, à partir de l'ancien Stosstrupp, le Stabswache (garde d'état-major), qui deviendra bientôt le Schutzstaffel (SS) à la fin de l'année 1925. Emil Maurice est alors nommé membre no 2 après Hitler. Cependant, un an plus tard, le leadership de la SS lui échappe après la disgrâce de son ami Julius Schreck, cofondateur du Stabswache, et que Joseph Berchtold rentré d'exil après sa participation au putsch de 1923, soit devenu le premier Reichsführer-SS.
Emil Maurice aura par la suite une relation de courte durée avec Geli Raubal, la nièce de Hitler dont il est alors le chauffeur, qui va brouiller les deux hommes plusieurs années durant. Rentré en grâce après l'accession d'Hitler au pouvoir, Emil Maurice devient un officier de l'Allgemeine SS. Son inimitié avec le Reichsführer SS Heinrich Himmler entraîne la stagnation d'Emil Maurice dans les rangs de la SS. De plus son ascendance juive (par son arrière-grand-père) pousse Himmler à demander son exclusion de la SS, sans succès en raison de l'opposition de Hitler.
Emil Maurice est conseiller municipal de Munich à partir de 1933. De hautes distinctions lui sont données, entre autres l'insigne d'or du parti (numéro de membre 39). Lors de la nuit des Longs Couteaux en 1934, Emil Maurice participe à l'arrestation de certains chefs SA. Écarté ensuite des hauts rangs nazis, il est nommé, en 1937, président de la chambre de commerce de Munich. Après la guerre, en 1948, il est condamné à quatre ans de travaux forcés.